# Мишљен
Мишљен је насељено место у општини Љубиње, Република Српска, БиХ. Према попису становништва из 2013. у насељу је живело свега 5 становника.

## Географија

### Положај
Село Мишљен налази се око 8 km ваздушне линије западно од Љубиња. Смештено је на продуженој мањој кречњачкој висоравни, на 660 метара надморске висине планине Липнице (1.067 м), која се благо спушта према западу између Пјешивца (951 м) и Илијине главе (804 м).

## Историја
У средњем веку село је улазило у састав жупе Попово и у политичком смислу делило судбину Попова. У 15. веку Мишљен је био у поседу хумске властеоске породице Николића. Године 1434. на Мишљену се помињу људи кнеза Гргура Николића, док се 1440. помињу људи његовог сина Вукашина Гргурића. Да је Мишљен у 15. веку сматран делом Попова говори податак из 1449. године да је извесни Миобратовић опљачкан од стране Раде Нулановића у његовој кући у Мишљену у Попову. У прилог овој тврдњи говори и податак да се данас део Поповог поља испод Орашја зове Мишљенско поље, као и да и данас све мишљенске породице имају земљу у Попову. Преко Мишљена је ишао и средњовековни пут од Стоца и Љубиња, преко Доњег Храсна до Стона.
Турским пописом из 1468/69. године, Мишљен је пописан као тимар Оливера сина Грубачева и Богула сина Богушева, са 2 хаса винограда, 14 домова, 5 неожењених и приходом од 1215 акчи, уз обавезу да оба тимарника заједно иду у рат. Поред Мишљена, као њихов тимар пописана су и села Чајровина са 2 хаса винограда, 8 домова, 2 неожењена и укупним приходом од 1074 акче, данас непознато село, и Врсница која је означена као пуста, са 22 дома, 7 неожењених и приходом од 2289 акчи, за које се сматра да се ради о данашњем селу Дврсница, а које се налази са друге стране Попова поља, прекопута Мишљена, између села Равно и Веља Међа.
Попис из 1475/77. године показује да је Мишљен са свега 7 домова, 2 хаса запуштеног винограда и укупним приходом од 524 акче пописан као тимар Исе, диздара тврђаве Почитељ са ставке кнеза Херака. Разлог оваквог смањења приноса и насељених домова вероватно треба тражити у ратном стању у коме се нашла доња Херцеговина приликом интеграције у османски државни организам и последим покушајима отпора Владислава Херцеговића из џепова који су остали лојални старој власти, али и у неиспуњавању преузетих обавеза катунара према новим господарима.
Мишљенски катунар из пописа 1468/69. године, Оливер Грубачевић, налази се и у попису из 1477. године, овај пут пописан као Оливер син Грбача, са напоменом да зимује у месту Вилењача, а летује на Трескавици. Данас је непознато за који локалитет се везао топоним Вилењача, могуће да је име пећине Вилогорица, између села Мишљен и Орашје, задржало успомену на поменуто село. Богул син Богуша се не јавља у попису 1475/77. године, али одмах после џемата Оливера сина Грбача пописан је џемат Радича сина Богуша. могуће брата Богулова, са напоменом да зимују на Жрвњу, а летују на Трескавици. У трговачкој књизи дубровчанина Џивана Припчиновића као катунари влаха Ненковаца забележени су 1476. и 1477. године два катунара, Милша Богишић и Радич Богишић, вероватно браћа.

## Црква Светог Василија Острошког
Не зна се тачно од када потиче црква на Мишљену, али се поуздано зна да је у Старој цркви на Мишљену служио јеромонах Свети Василије Острошки око 1660. године. Стара црква вероватно потиче из доба Немањића. Црква је проширена 1900. године и направљена је ова садашњег облика. Озидана је од камена и прекривена плочом и звоником на преслицу и једним звоном.

## Становништво
| Демографија | Демографија | Демографија |
| Година      | Становника  | Становника  |
| ----------- | ----------- | ----------- |
| 1948.       | 152         |             |
| 1953.       | 139         |             |
| 1961.       | 127         |             |
| 1971.       | 113         |             |
| 1981.       | 98          |             |
| 1991.       | 65          |             |